# 유엔 총회 결의 제500호
유엔 총회 결의 제500호(United Nations General Assembly Resolution 500)는 1951년 5월 18일 승인되어 6.25 전쟁 당시 중국군의 개입에 대응하여 중화인민공화국과 조선민주주의인민공화국에 대한 무역 금지를 권고했다.

## 배경
1950년 말, 수십만 명의 중국군이 미국과 한국이 주도하는 연합군에 맞서 싸우는 북한군을 돕기 위해 북한으로 건너갔다.
1951년 2월 1일, 유엔 총회 결의 제498호가 통과되어 중화인민공화국의 침략을 규탄했다. 그 뒤를 이어 1951년 5월 18일 제330차 총회에서 고려된 결의안 초안을 포함하는 유엔 총회 제1위원회의 보고서 A/1802가 나왔다. 결의안은 47대 0, 기권 8개국, 무투표 5개국으로 통과됐다.

## 같이 보기
- 유엔 총회 결의
- 유엔 안전 보장 이사회 결의